# Saint-Michel-de-la-Roë
Saint-Michel-de-la-Roë là một xã của tỉnh Mayenne, thuộc vùng Pays de la Loire, tây bắc nước Pháp.